# Synchysite-(Y)
La synchysite-(Y) è un minerale.